# Запас міцності
Запас міцності – це величина, на яку фактичний обсяг реалізації перевищує обсяг реалізації в точці беззбитковості. Запас міцності відображає граничну величину можливого зниження обсягу продаж без ризику зазнати збитків.